# Ołeh Kożuszko
Ołeh Ołeksandrowycz Kożuszko, ukr. Олег Олександрович Кожушко (ur. 17 lutego 1998 w Mikołajowie) – ukraiński piłkarz, grający na pozycji napastnika.

## Kariera piłkarska

### Kariera klubowa
Wychowanek klubów Torpedo Mikołajów i Dnipro Dniepropetrowsk, barwy których bronił w juniorskich mistrzostwach Ukrainy (DJuFL). 12 marca 2016 rozpoczął karierę piłkarską w młodzieżowej drużynie Dnipra, a 15 maja 2016 debiutował w podstawowym składzie klubu. 6 lipca 2017 przeniósł się do SK Dnipro-1. 27 lipca 2019 został wypożyczony do Kołosu Kowaliwka.

### Kariera reprezentacyjna
W 2014 debiutował w juniorskiej reprezentacji Ukrainy. W latach 2015–2016 występował w reprezentacji U-19.

## Sukcesy i odznaczenia

### Sukcesy klubowe
SK Dnipro-1
- mistrz Pierwszej Ligi: 2018/19
- wicemistrz Drugiej Ligi: 2017/18